# Pitangueiras
Pitangueiras, és un barri de la Zona Nord del municipi del Rio de Janeiro. Està localitzat a l'Illa del Governador.
Limita amb els barris Cacuia, Praia da Bandeira i Zumbi.
El seu IDH, l'any 2000, era de 0,858, el 46è millor del municipi de Rio de Janeiro.

## Història
Té una àrea noble dalt del Morro da Viúva, plena de mansions i construccions de classe mitjana. El barri té bastant arbrat, una platja amb el seu nom i no té comerç: és estrictament residencial. No obstant això conviu amb una favela en el seu territori, la comunitat "Nossa Senhora das les Graças".
Al contrari del que es pensa, en el barri no existien pitangueires. La traducció del nom en el dialecte indígena significa PYTY–NGUÊ-RA, “Estret, Ofegat”. A finals del segle xix, hi havia una fàbrica de productes químics pròxima a Ponta do Tiro, amb atracador propi, demolida el 1940.
El segle xx, el barri sorgeix de l'ocupació al llarg de la línia del mar i del camí dels antics bondes. El 1920, és construït un fort en la Ponta do Tiro, on van ser instal·lats un canó i el pal de la bandera. El 1922, la Companyia de Melhoramentos de l'Illa del Governador posa a circular el bonde elèctric, entre Ribeira i Cocotá, passant pel barri de Pitangueiras. Sorgeixen les primeres construccions la dècada de 1940, comprenent les illes dels carrers Nambi i Engenheiro Maia Filho. La dècada de 1950, seria urbanitzat el morro del Zumbi, amb l'obertura dels actuals carrers Prof. Alberto Meyer, pracinha Cesário Aguiar, Santa Escolástica, pracinha Dirceu de Almeida, i altres.
Destacar l'antiga carretera del Monjolo (actual carrer del Monjolo), que uneix la platja de les Pitangueiras amb la carretera del Riu Jequiá. Dalt del moro de la Tapera, van ser construïts conjunts d'habitatges, repartits amb el barri veí de la platja da Bandeira, com els Condominis Brisa Mar, Carrossel Dourado, i altres. En el morro de la Cacuia, en el seu espigó envoltat pel carrer Monjolo i la carretera del Riu Jequiá, la gran comunitat denominada de morro Nossa Senhora das Graças o “Boogie Woogie”, va sorgir el 1927. El terreny era propietat particular, el seu antic amo va permetre la construcció de barraques, provocant una gran expansió. Els seus hereus no van aconseguir que marxessin els seus habitants, i la comunitat va ocupar tot el morro, en una àrea de 138.788,41 m².
El 1995, va ser reformat el monument de la Ponta do Tiro, amb la instal·lació definitiva d'un pal amb la Bandera Brasilera. La platja de les Pitangueiras té una petita franja arenosa, que augmenta en les marees baixes.
La denominació, delimitació i codificació del Barri va ser establerta pel Decret Nº 3158, de 23 de juliol de 1981 amb alteracions del Decret Nº 5280, de 23 d'agost de 1985.

## Geografia
La Platja de les Pitangueiras és una petita platja que té aquest nom derivat del gran nombre de pitangueires que hi existien quan va començar l'ocupació de l'Illa del Governador els anys 30; és el que va donar el nom al barri quan els carrers pròxims la platja van ser convertits en un barri autònom per l'alcalde Júlio Coutinho el 1981.
No té prou qualitat per banyar-se per la pol·lució de la badia de Guanabara, no obstant això la seva riba és aprofitada per a passejos i pràctica d'esports.